# Drosophyllum lusitanicum
Drosophyllum lusitanicum (L.) Link, 1806 è una pianta carnivora presente in alcune regioni di Portogallo, Spagna e Marocco. Tra le carnivore, è una delle poche che riesce a crescere sui suoli aridi ed alcalini.
È l'unica specie vivente del genere Drosophyllum Link e della famiglia Drosophyllaceae Chrtek, Slavíková & Studnička.

## Descrizione
È una pianta erbacea e perenne, con aspetto simile sia alle specie del genere Drosera, molto affine per vicinanza filogenetica, sia a quelle del più distante genere Byblis.
Le foglie, lunghe 20–40 cm, si dipartono da una rosetta centrale e recano ghiandole secernenti una mucillagine collosa, atta alla cattura degli insetti. A differenza delle specie di Drosera, nella Drosophyllum le foglie non sono dotate di un movimento attivo capace di avviluppare la preda. Questa, attratta dal dolce profumo emanato dalla pianta, rimane intrappolata nel secreto colloso. Più l'insetto si dimena, più rimane imprigionato, finché non muore per soffocamento o sfinimento. A questo punto, la pianta inizia a secernere degli enzimi capaci di digerire la carcassa, rilasciando i nutrienti che saranno poi assorbiti dal tessuto fogliare, per supplire la carenza di azoto ed altri elementi di cui è povero il suolo in cui essa si accresce.

## Distribuzione e habitat

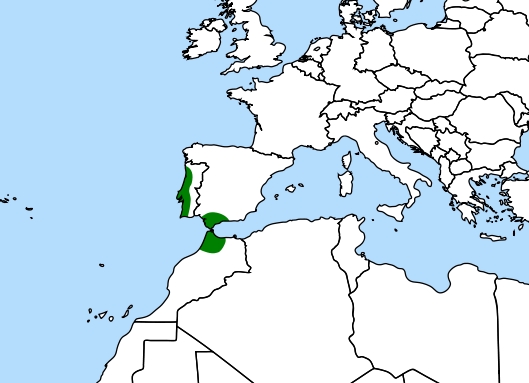
Areale di D. lusitanicum